# مراد داؤد
مراد داؤد كاتب روائي ونحات سوري من مواليد سلمية 2-8-1960 عضو في جمعية القصة في اتحاد الكتاب العرب، حصل على شهادة الثانوية المهنية باختصاص الكهرباء الصناعية وعمل موظفا في مؤسسة معامل الدفاع حتى تقاعده عام 2011 حيث تفرغ بعدها للعمل الأدبي والنحت، متزوج وله ثلاثة أولاد.
أنهى كتابة أولى رواياته (اعتراف رجل مهم) عام 2005 لكنه لم ينشرها حتى عام 2008، بعدها صدرت له في مطلع 2010 روايتان وهما (المتهورون) و (وتستمر الأحلام)، وفي عام 2011 طبعت له الرواية البوليسية (طي المخالب)، وفي عام 2014 أنهى مجموعته القصصية (الغوادر) ورواية (حكايا نصف الليل).
شارك في عدة معارض فنية عبر منحوتاته الخشبية ومن هذه المعارض:
- معرض «تحية إلى منذر الشيحاوي» الذي اقيم في جمعية أصدقاء سلمية.
- معرض «توق إلى حلب»،[2] في المركز الثقافي في سلمية.

## الحياة المُبكّرة والتعليم
وُلد مراد داود (أو داؤد) الكاتب، والنحات، في الثاني من آب/أغسطس 1960 في السلمية، وأصبح في وقتٍ ما عضوًا في جمعيّة القصة والروايات في اتحاد الكتاب العرب. حصل على الشهادة الثانوية المهنية في اختصاص الكهرباء الصناعية وعمل كعضو عامل في مؤسسة الصناعات الدفاعية حتى تقاعده عام 2011 حيث أكمل عمله الأدبي ونشاطهُ في عالم النحت. هو متزوّج ولديه ثلاثة أبناء.

## المسيرة المهنيّة
أنهى مراد كتابة روايته الأولى (اعتراف رجل مهم) عام 2005، لكنه لم ينشرها حتى عام 2008. بعد ذلك، في مطلع عام 2010، نشر روايتين «المتهورون» و «وتستمر الأحلام». نُشر في عام 2011 رواية بوليسية جديدة  تحت اسم "طي المخالب"، وفي عام 2014 أنهى مجموعته القصصية (الغوادر) ورواية «حكايات نصف الليل».
تجدد حلمه في الرواية (وتستمر الأحلام) وامتد إلى شكل (اعتراف رجل مهم)، ثم ركز انتباهه على من حملوا الغدر في حظائرهم، ورصد حالات الغدر من خلال روايته غوادر، كما هدَّد في الوقت نفسه بطي مخالبهم في روايته الجديدة قائلاً: هناك من لا يغيب عن مؤامراتهم. أخيرًا قال: (قادمًا من التاريخ) ليروي ما حدث من خلال ملاحظات قملة زارت رؤوس العديد منهم وشاهدت في فعلوا في الدرب، وتخللتها بعض القصص أثناء جلسة صفاء مع من نحبهم في وقت متأخر من الليل في رواية حكايات نصف الليل وكذلك في تحيات حلب الصامدة بمنحوتات من خشب الحياة.

## مؤلفاته
- اعتراف رجل مهم عام 2008 م.
- المتهورون عام 2010 م.
- وتستمر الأحلام[14] عام 2010 م.
- طي المخالب -رواية بوليسية- عام 2011 م.
- الغوادر -مجموعة قصصية- عام 2014 م.
- حكايا نصف الليل عام 2014 م.

## معارض
- تحية إلى منذر الشيحاوي عام 2015 م.
- توق إلى حلب عام 2016 م.